# Laška vas, Laško
Laška vas je naselje v Občini Laško.